# جودي فار
جودي فار (بالإنجليزية: Judi Farr)‏ هي ممثلة أسترالية، ولدت في 5 أكتوبر 1938 في كيرنز في أستراليا.

## أعمال

### أفلام
- (1997) أوسكار ولوسيندا[5][6]

## وصلات خارجية
- جودي فار على موقع IMDb (الإنجليزية)
- جودي فار على موقع قاعدة بيانات الفيلم (الإنجليزية)